# Générateur de créneaux

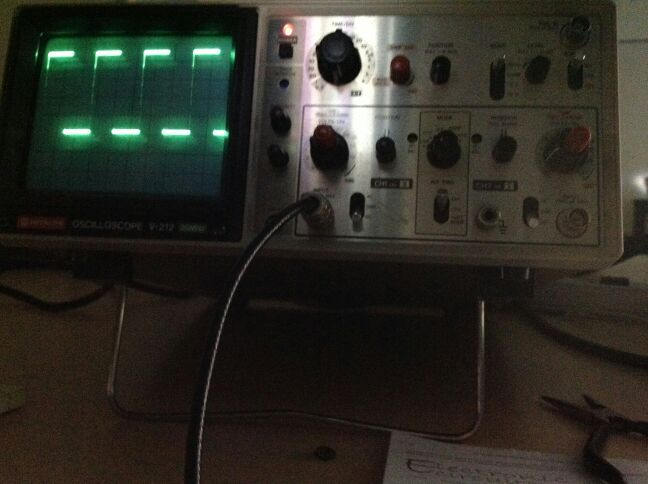
Signal en créneaux sur l'écran d'un oscilloscope.

Un générateur de créneaux est un oscillateur électronique comportant un nombre impair de portes NAND en cascade, dont le signal de sortie présente une succession régulières de plateaux à deux tensions, l'une haute (représentant conventionnellement un bit logique de 1), l'autre basse (bit logique de 0).

## Principe

Schéma d'un générateur de créneaux simple à trois inverseurs. La fréquence des signaux sera ici 1/(6×temps de réponse d'un inverseur).

Comme un inverseur simple produit la négation logique de son signal d'entrée, le signal de sortie d'une cascade d'inverseurs en nombre impair est la négation logique du niveau d'entrée. Le signal de sortie bascule (ou change d'état) un nombre fini de fois avant que le signal de sortie soit émis : c'est la contre-réaction du signal de sortie qui produit le phénomène d'oscillation périodique.
On ne pourrait en effet se servir d'une cascade composée d'un nombre pair d'inverseurs comme générateur de créneaux, car le niveau d'entrée serait (aux pertes de puissance près) analogue au niveau de sortie ; sa fonction de ligne à retard permet, en revanche, d'en faire le module élémentaire d'une mémoire vive statique (SRAM).
Les étages d'un générateur de créneaux sont souvent des transistors différentiels, moins sujets aux parasites. Ces composants permettent aussi de réaliser des étages amplificateurs non-inverseurs. Un générateur de créneaux peut comporter un mélange d'étages amplificateurs inverseurs et non-inverseurs (ceux-ci n'intervenant que pour allonger la boucle de retard), à condition bien sûr que les étages inverseurs soient toujours en nombre impair. Quoi qu'il en soit, la période de l'oscillateur sera donnée par le double du délai cumulé de tous les circuits qu'il comporte.
Un générateur de créneaux réel ne requiert que du courant électrique : au-dessus d'une certaine tension de seuil, le circuit oscille spontanément. Pour augmenter la fréquence d'oscillation, on dispose de deux principales méthodes : d'abord, jouer sur le nombre de circuits, puisqu'en augmentant le nombre de circuit, on augmente le délai, la période d'oscillation et donc on abaisse la fréquence ; ensuite, augmenter la tension, ce qui réduit le délai de propagation à travers les différents étages, donc augmente la fréquence, mais au prix d'une consommation électrique plus élevée. Dans ce dernier cas, la tension maximum des circuits limite la fréquence de l'oscillateur.

## Mise en œuvre

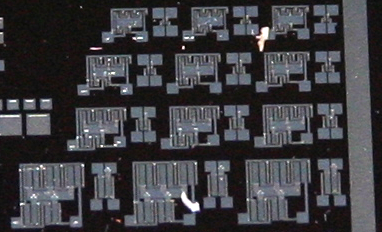
Générateur de créneaux en silicium à partir de circuit intégrés MOSFET p.

Pour comprendre le fonctionnement d'un générateur de créneaux, il faut d'abord comprendre ce qu'est une ligne à retard. Les circuits intégrés à portes logiques ne basculent pas d'un état à l'autre instantanément ; par exemple, dans un circuit à transistors MOSFET, il faut saturer la capacité de porte avant que le courant transite entre la source et le drain. Ainsi, l’état de sortie des inverseurs d'un générateur de créneaux change un certain nombre de fois avant que l’état de leur entrée bascule. On comprend par là qu'en augmentant le nombre d'inverseurs dans une cascade de circuits, on retarde la bascule du signal, et on réduit la fréquence d'oscillation.

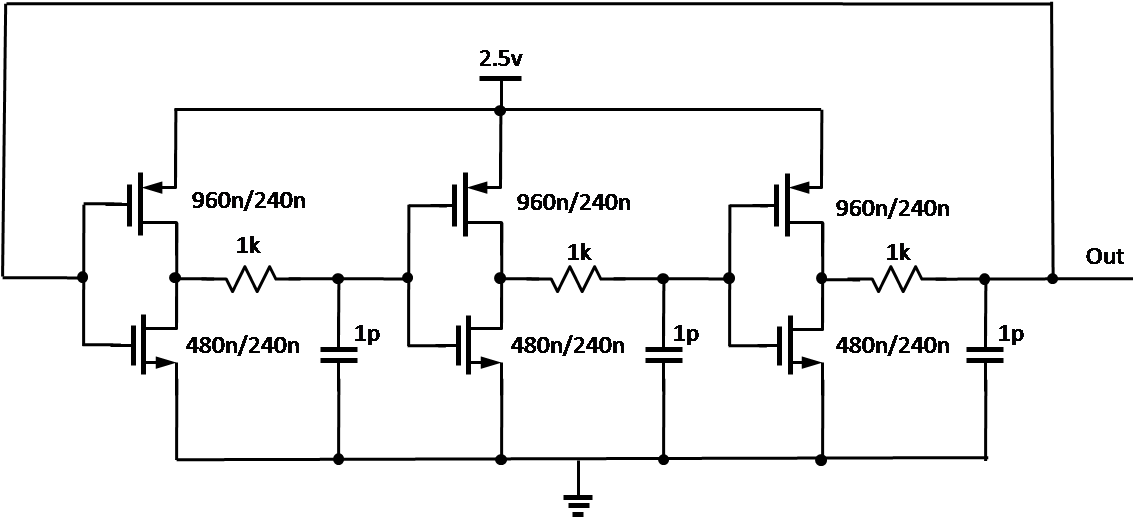
Schéma de l'étage à transistors d'un générateur de créneaux CMOS de 0.25u de delai.

Le générateur de créneaux à portes logiques se rattache à la classe des oscillateurs à ligne à retard. Ces derniers consistent en un amplificateur inverseur entre l'entrée et la sortie duquel on a interposé un circuit retardateur. Le gain de l'amplificateur doit être supérieur à 1 pour la fréquence d'oscillation considérée. Considérons pour commencer le cas où les tensions d'entrée et de sortie de l’amplificateur sont momentanément équilibrées autour d'une valeur stable. Un bruit même faible entraînera une légère hausse de l'amplitude en tension à la sortie de l'amplificateur. Après avoir transité par la ligne à retard, cette tension de sortie sera réinjectée à l'entrée de l'amplificateur. Or l’amplificateur possède un gain négatif supérieur à 1, de sorte que le signal de sortie est inversé par rapport au signal d'entrée, mais de par le gain, son amplitude est cette fois augmentée. Ce signal amplifié et inversé se propage de la sortie vers la boucle à retard puis est réinjecté en où il est de nouveau amplifié et inversé. Le résultat de cette boucle est un signal rectangulaire en sortie de l'amplificateur, dont la demi-période est égale au délai de la boucle à retard. Le signal rectangulaire verra son amplitude croître jusqu'à saturation en tension de l'amplificateur, et va alors se stabiliser. Une analyse plus fine montre que, si le signal du bruit n'a pas une enveloppe carrée à mesure qu'il s'amplifie, il devient rectangulaire à saturation de l'amplificateur.
Le générateur de créneaux est une version distribuée de l'oscillateur à ligne à retard : pour augmenter le gain en sortie et allonger la période du signal, il utilise un nombre impair d'inverseurs ayant chacun leur temps de réponse propre, au lieu d'un seul. Autrement dit, chaque inverseur contribue en cascade à allonger la période du signal, d'où le nom anglais d’« oscillateur en boucle » (ring oscillator). On augmente la fréquence du signal de sortie en élevant la tension d'alimentation du circuit. Certaines techniques permettent d'optimiser la stabilité en fréquence et la consommation électrique des générateur de signaux CMOS.
Si l'on convient de noter {\displaystyle \tau } le temps de réponse d'un seul inverseur, et {\displaystyle n} le nombre d'inverseurs du circuit, la fréquence d'oscillation est donnée par

## Le phénomène de gigue
La période d'un générateur de créneaux est sujette à des fluctuations aléatoires 
où {\displaystyle \Delta T} est la fluctuation. Dans les circuits de haute fidélité, l'amplitude de {\displaystyle \Delta T} est bien inférieure à {\displaystyle T_{0}}. On appelle « gigue » cette  fluctuation de la période de l’oscillateur,. Ce sont principalement les variations de la température du local qui provoquent ce phénomène : le silicium d'un circuit intégré, lorsqu'il s'échauffe, propage les signaux moins rapidement, et donc la fréquence du générateur de créneaux est légèrement inférieure, ce qui d'ailleurs modère l'échauffement du composant. Cet effet antagoniste tend à stabiliser la fréquence d'un générateur à circuits intégrés, surtout lorsque la température ambiante est constante et que le coefficient d'échange thermique avec l’ambiance est lui aussi constant. Toutefois, d'autres matériaux semi-conducteurs ne présente pas cette corrélation négative du silicium entre température et délai de propagation ; la fréquence peut devenir instable (et un phénomène d'emballement thermique, quoique très théorique, n'est pas à exclure).

## Applications
- L’oscillateur commandé en tension de la plupart des boucles à phase asservie comporte un générateur de créneaux[5].
- On exploite souvent le phénomène de gigue des générateurs de créneaux pour faire des générateurs de nombres aléatoires[6],[7].
- Tout comme les programmes Hello world, les générateurs de créneaux servent parfois tester la fréquence de décrochage d'un nouvel appareil[8].
- De nombreux wafers comportent un générateur de créneaux pour tester la fidélité de réponse du circuit : il s'agit d'un auxiliaire pour le contrôle industriel de ces composants[9].
- On peut enfin se servir de générateurs de créneaux pour étudier l'effet des fluctuations de tension et de température sur un circuit intégré[10].